# Troglohyphantes sketi
Troglohyphantes sketi is een spinnensoort in de taxonomische indeling van de hangmatspinnen (Linyphiidae).
Het dier behoort tot het geslacht Troglohyphantes. Het is een grottensoort die voorkomt in Slovenië (gebied Carniola). De wetenschappelijke naam van de soort werd voor het eerst geldig gepubliceerd in 1978 door Christa L. Deeleman-Reinhold. Ze noemde de soort naar haar collega Boris Sket van de universiteit van Ljubljana, die het eerste specimen van de soort had ontdekt.